# Parvati Corona
La Parvati Corona è una struttura geologica della superficie di Venere.